# Wielowieś (Sulęcin)
Wielowieś [vjɛˈlɔvjɛɕ] (deutsch von 1816 bis 1945 Langenpfuhl) ist ein Ort und Schulzenamt (Sołectwo) der Stadt-und-Landgemeinde Sulęcin (Zielenzig) im Powiat Sulęciński (Kreis Zielenzig) in der polnischen Woiwodschaft Lebus. Von 1816 bis 1945 gehörte der Ort zur preußischen Provinz Brandenburg. Bis 1953 war Wielowieś eine eigenständige Landgemeinde.

## Lage
Wielowieś liegt im polnischen Teil des historischen Landes Lebus in der Neumark, rund 20 Kilometer Luftlinie nordwestlich von Świebodzin und 55 Kilometer östlich von Frankfurt (Oder). Unmittelbar westlich von Wielowieś erstreckt sich der Landschaftsschutzpark Łagów. Umliegende Ortschaften sind Templewo im Norden, Pieski im Nordosten, Żarzyn im Osten, Sieniawa im Süden, Łagówek im Südwesten, Długoszynek im Westen und Trzemeszno Lubuskie im Nordwesten.
Wielowieś liegt an einer Verbindungsstraße zwischen Trzemeszno Lubuskie und Łagów. Westlich des Ortes befindet sich der See Jezioro Buszenko. Die Droga wojewódzka 137 liegt etwa neun Kilometer nordwestlich von Wielowieś.

## Geschichte

Dorfkirche

Wielowieś wurde vermutlich in der zweiten Hälfte des 13. Jahrhunderts gegründet und im Jahr 1303 erstmals urkundlich erwähnt. Die ersten Bewohner des Ortes waren deutsche Siedler. Vermutlich in der Mitte des 14. Jahrhunderts wurden die deutschen Bewohner von polnischen Siedlern verdrängt. Für das Jahr 1684 ist die Kirche von Wielowieś erstmals erwähnt. Der Ort war lange Zeit Gegenstand von Gebietsstreitigkeiten zwischen dem Königreich Polen und dem Königreich Preußen. Als Folge der Zweiten Teilung Polens kam der Ort 1793 endgültig zu Preußen. Wielowieś gehörte dort zunächst zur Provinz Südpreußen und erhielt später den deutschen Namen Langenpfuhl.
1816 wurde in Preußen eine umfassende Verwaltungsreform durchgeführt. Die Gemeinde Langenpfuhl wechselte in die Provinz Brandenburg und kam dort zum Kreis Sternberg im Regierungsbezirk Frankfurt. Laut der Topografisch-statistischen Übersicht des Regierungsbezirks Frankfurt a.d.O. aus dem Jahr 1844 hatte die Gemeinde zu dieser Zeit 72 Wohngebäude und 409 Einwohner. Zu dem Dorf gehörten zwei Wassermühlen und ein Forsthaus. Verwaltungstechnisch gehörte Langenpfuhl dem Rentamt Lagow an. 1860 wurde die heutige Dorfkirche gebaut. 1867 hatte Langenpfuhl 505 Einwohner, neben den Wassermühlen und dem Forsthaus werden zudem eine Ziegelei und eine Windmühle erwähnt. Am 29. März 1873 wurde der Kreis Sternberg aufgelöst und in die Kreise Weststernberg und Oststernberg aufgeteilt, wobei Langenpfuhl zum Kreis Oststernberg kam.
Ab 1874 gehörte Langenpfuhl zum Amtsbezirk Tempel. 1895 hatte der Ort 519 Einwohner, bei der Volkszählung mit Stichtag zum 1. Dezember 1910 wurden in der Landgemeinde 516 Einwohner ermittelt. Bis 1925 stieg die Einwohnerzahl auf 567 an, 1933 hatte Langenpfuhl 581 Einwohner. Bei der letzten deutschen Volkszählung im Jahr 1939 hatte die Gemeinde 570 Einwohner. Nach dem Zweiten Weltkrieg kam Langenpfuhl am 2. August 1945 wieder zu Polen. Der Amtsbezirk Tempel wurde aufgelöst, der Ort Langenpfuhl wieder in Wielowieś umbenannt, die deutschen Einwohner vertrieben und der Ort von polnischen Neusiedlern bezogen. Am 28. Juni 1946 wurden Boryszyn, Grochowo, Sieniawa, Templewo, Trzemeszno und Żarzyn nach Wielowieś eingemeindet, der Ort bildete danach eine Landgemeinde (Gmina wiejska). Bis 1950 gehörte Wielowieś zur Woiwodschaft Posen, danach kam die Gemeinde in die Woiwodschaft Zielona Góra. Am 12. September 1953 wurden der Ort Boryszyn aus der Gemeinde Wielowieś nach Lubrza und der Ort Templewo nach Kursko umgegliedert. Am 21. September 1953 wurde die Landgemeinde Wielowieś endgültig aufgelöst, die Orte Grochowo und Trzemeszno kamen zur Gemeinde Sulęcin; die Orte Sieniawa, Wielowieś und Żarzyn zur Gemeinde Łagów.
Im Oktober 1954 kam es in Polen zu einer Verwaltungsreform, bei der die Landgemeinden aufgelöst und durch kleinere Gromadas ersetzt wurden. Dabei kam Wielowieś zur Gromada Trzemeszno (ab 1960 Trzemeszno Lubuskie). Am 1. Januar 1973 wurde die Gromada Trzemeszno Lubuskie durch eine weitere Verwaltungsreform aufgelöst und in die Landgemeinde Sulęcin eingemeindet. 1975 wurde der Ort Teil der Woiwodschaft Gorzów. Die Landgemeinde Sulęcin fusionierte 1990/91 mit der Stadt Sulęcin zu der gleichnamigen Stadt-und-Landgemeinde. Seit 1999 gehört Wielowieś zur Woiwodschaft Lebus.